# Caro bell'idol mio (Mozart)
Caro bell'idol mio K. 562, est un canon en la majeur pour trois voix a cappella de Wolfgang Amadeus Mozart. Mozart a inclus cette œuvre dans son catalogue thématique le 2 septembre 1788. C'est le dernier d'une série de dix canons.

## Musique
Le canon est écrit à 
 et dans la tonalité de la majeur. Le thème est exposé sur trente-trois mesures. Dans le canon, chacune des voix fait son entrée après onze mesures.

## Texte
Le texte original est en italien, et son auteur est inconnu. Le poème est monostrophique, composé de quatre vers (heptasyllabes), avec des rimes consonantes selon le schéma: abab. Le poème presente un caractère léger, dans un langage simple et populaire. Il traite d'un thème amoureux, concrètement il  consiste en la exaltation de la figure de l'aimé ou l'aimée.
| Caro bell' idol mio, non ti scordar di me! Tengo sempre desio d'esser vicino a te. | Ma chère et belle idole ne m'oublie pas! J'ai toujours le désir d'être près de toi. |
Ce texte paraît avoir joui d'une grande popularité, particulièrement pour la composition de canons. C'est ainsi qu'il a été utilisé aussi pour la composition de pièces de ce genre par des compositeurs tels que le vénitien Antonio Caldara (1670-1736). Le père de Mozart, Leopold, a copié sept canons de Caldara, dont un sur ce même texte. Il est donc probable que son fils Wolfgang les a connus. Ce qui renforce cette hypothèse, c'est que les canons de Caldara et Mozart présentent des débuts très semblables.